# Sejsmonastia

Sejsmonastia czułka wstydliwego (mimozy Mimosa pudica) – liście przed dotknięciem i po dotknięciu.

Sejsmonastia – reakcja na bodziec mechaniczny (dotyk, wstrząs) wywołana zmianą turgoru.
W przypadku, gdy nastia występuje tylko w reakcji na konkretny rodzaj dotyku (np. na dotyk owada, a nie strumień wody) i jest wynikiem lokalnej zmiany stężenia auksyn, określana jest jako haptonastia. Kierunek ten nie jest zależny od kierunku działania bodźca, co odróżnia tigmonastię od tigmotropizmu. Zwykle nie ma związku między siłą bodźca a rozmiarem reakcji. W przypadku niektórych roślin mięsożernych sejsmonastia lub haptonastia służy do unieruchamiania ofiar.
Ruchom sejsmonastycznym mogą podlegać różne organy:
- pręciki (berberys, opuncja, chaber łąkowy)
- znamiona słupków (surmia)
- liście (mimoza, aldrowanda, muchołówka)